# روزی از زندگی
«روزی از زندگی» (به انگلیسی: A Day in the Life) ترانه‌ای از گروه بیتلز (The Beatles) می‌باشد. در این آهنگ جان لنون به همراه پل مک‌کارتنی می‌خواند و رینگو استار و جرج هریسون نیز می‌نوازند. این آهنگ آخرین آهنگ از آلبوم گروه کلوپ بی‌کسان گروهبان فلفل می‌باشد. این ترانه که حاصل کار مشترک جان و پل است، بر اساس رتبه بندی مجله رولینگ استون برترین ترانهٔ گروه بیتلز و بیست و هشتمین ترانهٔ برتر تمام دورانها نام گرفته‌است.
سر پل مک‌کارتنی این آهنگ را به برایان ویلسون خواننده اصلی گروه بیچ بویز فرستاد. آن موقع بیچ بویز تنها گروه پاپ آمریکایی بود که توانست هر چند کم با گروه بیتلز رقابت کند.
آهنگ بر روی ویلسون که درگیر مشکلات روحی نیز بود تأثیر بسیار عمیقی گذاشت. سپس ویلسون آلبوم خودش در بیچ بویز را نیمه کاره رها کرد و تا سال ۲۰۰۳ برای تکمیلش، به گروه بازنگشت. پارکس ترانه‌نویس بیچ بویز بعدها گفت، " برایان دوران روحی سختی داشت، چیزی که قلبش را شکست گروه کلوب بیکسان گروهبان فلفل بود.
خوانندگانی همچون: «نیل یانگ، استینگ، بابی دارین، خوزه فلیسیانو، وس مونتگومری، فال، توری آموس، جف بک، بی جیز، روبین هیچکاک، کریس کرنل و بسیاری دیگر» این آهنگ را کاور و اجرا کرده‌اند.

## موزیک
ما بیتلز را در اوج خلاقیت و احساسات عاطفی می‌بینیم. این آهنگ به دو بخش تقسیم می‌شود. بخش اول که جان لنون خبرات و مقالات روزنامه‌ها را می‌خواند و بخش دوم که پل خاطراتی از جوانی خود می‌گوید.